# Great Inagua
Great Inagua est une île des Bahamas.

## Géographie
C'est la plus grande île du district d'Inagua et, avec 1 544 km2 de superficie, c'est la troisième des Bahamas par la taille. Great Inagua est l'île la plus méridionale des Bahamas et des îles Lucayes. Elle est située à environ 90 km à l'est de Cuba. L'île a une longueur d'environ 90 km pour une largeur maximale de 30 km. Un lac, le lac Rosa, s'étend sur l'île.
La principale ville est Matthew Town. À peu près le quart des habitants de l'île travaille pour la Morton Salt Company, une compagnie qui exploite le sel sur l'île.
Plus au sud on trouve le phare de Great Inagua construit en 1870.

## Histoire
Étymologiquement, Inagua veut dire que l'eau peut être trouvée sur l'île.
Le 8 septembre 2017, l'île se trouve sur le trajet direct de l'ouragan Irma, alors classé en catégorie 4, qui provoque des dégâts majeurs.

## Environnement
L'île contient plusieurs espèces endémiques, notamment des plantes et des reptiles. Le lac Rosa accueille aussi des oiseaux et est une zone importante pour la conservation des oiseaux (ZICO).

## Culture Populaire
L'île devient le repaire de l'assassin Edward Kenway dans le jeu-vidéo Assassin's Creed IV Black Flag[réf. nécessaire].